# Hans Schmidt-Horix
Hans Schmidt (seit 4. September 1939 Schmidt-Horix) (* 20. September 1909 auf einer Tabakplantage (Bekioen) bei Medan, Sumatra; † 30. November 1970 in Lissabon) war ein deutscher Botschafter.

## Leben
Schmidt-Horix machte sein Abitur in Wiesbaden und studierte an der Albert-Ludwigs-Universität Freiburg, und an der Rheinischen Friedrich-Wilhelms-Universität Bonn Rechts- und Staatswissenschaften. Seit 1928 war er Mitglied des Corps Hasso-Borussia Freiburg. 1933 promovierte er zum Dr. jur. mit einer Dissertation an der Universität Freiburg mit dem Titel Die Hinterziehung der Dingpflicht (§ 138 StGB). 1934 trat er der Reiter-SS bei (SS-Nummer 254.045), 1944 erhielt er den Rang eines Untersturmführers.
Schmidt-Horix trat 1935 als Attaché in das Auswärtige Amt ein. 1936 wurde an die Botschaft in Paris versetzt, 1937 bis 1941 war er Attaché an der Deutschen Botschaft in Lissabon. 1941 wurde er als Legationssekretär an die Botschaft des Deutschen Reichs in Washington entsandt. Von 1942 bis 1943 kämpfte Hans Schmidt-Horix im deutschen Afrikakorps. 1944 bis 1945 war er Legationssekretär an der Deutschen Botschaft in Fasano, Italien.
Von 1946 bis 1948 war er Unternehmensberater. Von 1948 bis 1952 war er beim Deutschen Amt für Ein- und Ausreisegenehmigungen in Düsseldorf beschäftigt. 1952 wurde er wieder in den auswärtigen Dienst aufgenommen und war bis 1955 an der Botschaft der Bundesrepublik Deutschland in Karatschi akkreditiert, ab 1953 als Gesandtschaftsrat 1. Klasse. 1955 bis 1959 war er im Auswärtigen Amt in Bonn. Am 24. Januar 1957 wurde er zum vortragenden Botschaftsrat I. Klasse befördert und leitete die Abteilung Süd- und Südostasien im Außenministerium.
1959 bis 1963 war Schmidt-Horix Botschafter in Kabul, 1963 bis 1965 Botschafter in Bagdad.
Von 1965 bis 1969 arbeitete er als Botschafter zbV im Auswärtigen Amt. Ende März 1966 verhandelte Schmidt-Horix mit dem südvietnamesischen Außenminister Tran Van Do die Einsatzbedingungen der Helgoland.
Von 1969 bis zu seinem Suizid 1970 war Schmidt-Horix Botschafter in Lissabon.

## Veröffentlichung
- Die Hinterziehung der Dingpflicht (§ 138 StGB), Dissertation Universität Freiburg, Coburg 1934